# Рицинулеї
Рицінулеї (Ricinulei) — ряд членистоногих класу Павукоподібні (Arachnida). Це дуже своєрідний і нечисленний тропічний ряд, який налічує 70 сучасних і 15 викопних видів з крейдяного періоду.

## Опис
Це невеликі арахніди, 5-10 мм завдовжки, з твердим панцирним покривом. Головогрудний щит цільний, але його передній відділ перетворився на рухому кришечку, що прикриває ротові кінцівки. Черевце коротке, зовні на ньому помітні межі трьох сегментів, два-три передніх сегменти недорозвинені. На кінці черевця є маленьке черевце (залишок метасоми) з анальним отвором. Хеліцери короткі 2-членикові, зі своєрідною клешнею. У самців ноги третьої пари перетворилися у копулятивні органи. Дихають добре розвиненими трахеями. З яйця виходить шестинога личинка, яка потім перетворюється на восьминогу форму.

## Поширення
Поширені рицінулеї в Західній Африці і Південній Америці.

## Спосіб життя
Відомо, що вони вологолюбні, живуть приховано, під опалим листям, під корою, деякі виявлено в печерах. Рухаються рицінулеї дуже повільно, обмацуючи дорогу передніми ногами, на дотик відповідають завмиранням і довго залишаються нерухомими.

## Систематика
Перелік родин згідно з працею Dunlop, Penney & Jekel, 2011:
- Neoricinulei Selden, 1992
  - Ricinoididae Ewing, 1929
- †Palaeoricinulei Selden, 1992
  - †Poliocheridae Scudder, 1884
  - †Curculioididae Cockerell, 1916